# Olga Choumansky
Olga Vassilievna Choumansky ou Olga de Courville, née le 8 mars 1896 et morte en 1971 est une artiste décoratrice, dessinatrice, peintre et costumière roumaine.

## Biographie
Elle expose au Salon d'automne dont elle est membre, en 1928, la composition En Bretagne puis effectue l'année suivante une exposition particulière à la Galerie Bernheim-Jeune.
Décoratrice de théâtre et de cinéma, elle enseigne la décoration théâtrale à l'Académie Malebranche (Paris) et au Proscénium de Mona Sanghor.
Elle est l'épouse du directeur de théâtre Xavier de Courville (1894-1984).
Francis Picabia écrit à propos d'elle : « J'ai regardé longtemps cette femme, ses dessins, ses tableaux ; elle aime la vie qui, pourtant, s'est souvent montrée mauvaise pour elle. J'ai devant moi une artiste... »